# 日吉公園
日吉公園（ひよしこうえん）は、横浜市港北区日吉にある公園。

## 概要
矢上川沿いの高台に存在し、春には梅の名所として知られる。

## 住所
横浜市港北区日吉二丁目31番地

## 施設
- 斜面の広場
- 噴水広場
- 遊戯園
- トイレ